# Heini Göbel
Heini Göbel, auch Heinrich Göbel und Heinz Goebel (* 15. Mai 1910 in Frankfurt am Main; † 24. September 2009), war ein deutscher Schauspieler.

## Leben
Göbel besuchte von 1934 bis 1936 die Hochschule für Theater und Musik in Frankfurt und erhielt erste Engagements in Gießen, Bremerhaven und Darmstadt. Von 1939 bis 1948 gehörte er zum Ensemble des Deutschen Schauspielhauses in Hamburg. 1948 bis 1956 war er Mitglied des Bayerischen Staatsschauspiels und danach bis 1972 der Münchner Kammerspiele. Anschließend arbeitete er wieder am Staatsschauspiel, wohin ihn Kurt Meisel zurückgeholt hatte. Seinen letzten Theaterauftritt hatte Göbel 1993 in Tschechows gesellschaftskritischer Komödie Der Kirschgarten. Für sein Wirken wurde ihm der Titel „Bayerischer Staatsschauspieler“ verliehen. Er lehrte zehn Jahre an der Otto-Falckenberg-Schule in München und wirkte auch als Theaterregisseur.
Göbel gehörte in den fünfziger und sechziger Jahren zu den bekanntesten Schauspielern des deutschen Heimatfilms und war etwa in Das Wirtshaus im Spessart oder Heiraten verboten zu sehen. Er wirkte auch in Bernhard Wickis Kriegsdrama Die Brücke (1959) mit. In der Fernsehversion von Die zwölf Geschworenen spielte Göbel an der Seite von Mario Adorf und Ernst Fritz Fürbringer den Vorsitzenden der Geschworenen. In den 1960er bis in die 1990er Jahre hinein war Göbel auch in Gastrollen in Krimireihen wie Funkstreife Isar 12 mit Wilmut Borell und Karl Tischlinger, Der Kommissar, Der Alte, Tatort, Derrick und Ein Fall für Zwei zu sehen. Neben den genannten absolvierte Göbel noch zahlreiche andere Fernsehauftritte. Im Jahr 1996 hatte er einen Gastauftritt als Macho-Opa in Das Superweib (mit Veronica Ferres). Im Alter von fast 90 Jahren ging er noch mit dem Schauspieler und Entertainer Hans-Joachim Kulenkampff auf Tournee.
Heini Göbel starb am 24. September 2009 im Alter von 99 Jahren und wurde auf dem Waldfriedhof Solln in München im Familiengrab beigesetzt.

## Filmografie
- 1945: Die Schenke zur ewigen Liebe
- 1949: Nach Regen scheint Sonne
- 1950: Zwei in einem Anzug
- 1950: Aufruhr im Paradies
- 1951: Das seltsame Leben des Herrn Bruggs
- 1952: Das letzte Rezept
- 1952: Ich heiße Niki
- 1952: Die große Versuchung
- 1953: Solange Du da bist
- 1953: Die geschiedene Frau
- 1953: Des Feuers Macht
- 1953: Zwerg Nase
- 1954: Der Engel mit dem Flammenschwert
- 1954: Die verschwundene Miniatur
- 1954: Feuerwerk
- 1954: Eine Frau von heute
- 1954: Dein Mund verspricht mir Liebe
- 1954: Meines Vaters Pferde II. Teil Seine dritte Frau
- 1955: Schneeweißchen und Rosenrot
- 1955: Gestatten, mein Name ist Cox
- 1955: Der kleine Napoleon
- 1955: Ich weiß, wofür ich lebe
- 1955: Der letzte Mann
- 1956: Weil du arm bist, mußt du früher sterben
- 1956: Wo der Wildbach rauscht
- 1956: Die Heinzelmännchen
- 1956: Kitty und die große Welt
- 1957: Der gläserne Turm
- 1957: Heiraten verboten
- 1958: Der Schinderhannes
- 1958: Das Wirtshaus im Spessart
- 1959: Die Brücke
- 1960: Oh, diese Bayern!
- 1960: Sie schreiben mit
- 1960: Mein Schulfreund
- 1961: Der Fall Winslow
- 1962: Die Feuertreppe
- 1962: Affäre Blum
- 1962: Wenn die Musik spielt am Wörthersee
- 1962: Nie hab ich nie gesagt
- 1963: Die zwölf Geschworenen
- 1963: Den Tod in der Hand
- 1963: Das Kriminalmuseum – Fünf Fotos
- 1964: Das Kriminalmuseum – Der stumme Kronzeuge
- 1964: Das Kriminalmuseum – Der Fahrplan
- 1964: Antonius und Cleopatra
- 1964: Die Entwicklungshilfe
- 1965: Und nicht mehr Jessica (Fernsehfilm)
- 1965: Das Kriminalmuseum – Die Ansichtskarte
- 1966: Der Fall Jeanne d’Arc
- 1966: Die seltsamen Methoden des Franz Josef Wanninger – Eine verhängnisvolle Erfindung
- 1966: Üb immer Treu nach Möglichkeit – Der große Coup
- 1967: Das Kriminalmuseum – Die Telefonnummer
- 1967: Das Kriminalmuseum – Teerosen
- 1967: Ein Fall für Titus Bunge (Fernsehserie, Folge: Finden Sie Sigismund)
- 1967: Interpol (TV-Filmreihe): …geborene Lipowski
- 1968: Sie schreiben mit (Fernsehserie, Folge: Dafür gibt' kein Rezept)
- 1969: Der Kommissar (Fernsehserie, Folge Ratten der Großstadt)
- 1969: Bleibe lasse
- 1969: Der Rückfall
- 1969: Sie schreiben mit (Fernsehserie, Folge: Zu jung, um alt zu sein)
- 1972: Der Kommissar (Folge Der Tennisplatz)
- 1972: Der Prozeß gegen die neun von Catonsville
- 1973: Der Kommissar: Sommerpension
- 1975: Ferdy und Ferdinand
- 1975: Der Kommissar: Am Rande der Ereignisse
- 1975: Die Medaille
- 1975: Der Kommissar: Fährt der Zug nach Italien?
- 1975: Bitte keine Polizei: Der Kunstraub
- 1976: Derrick (Fernsehserie, Folge 16 Tod der Kolibris)
- 1976: Derrick (Folge Tote Vögel singen nicht)
- 1981: In der Sache J. Robert Oppenheimer
- 1983: Wie es geschah
- 1983: Der Alte (Folge 66 Spuren eines Unsichtbaren)
- 1983: Martin Luther
- 1984: Tatort – Rubecks Traum
- 1984: Zinsen des Ruhms
- 1985: Derrick (Folge Schwester Hilde)
- 1986: Derrick (Folge Die Rolle seines Lebens)
- 1996: Das Superweib

## Hörbücher und Hörspiele (Auswahl)
- 1961: Georges Simenon: Maigret und die Bohnenstange. Bearbeitung: Gert Westphal; Regie: Heinz-Günter Stamm. BR. Der Audio Verlag 2005.
- 1961: Georges Simenon: Maigret und seine Skrupel. Bearbeitung: Gert Westphal; Regie: Heinz-Günter Stamm. BR. Der Audio Verlag 2005.
- 1978: Hans Rothe: Besondere Kennzeichen: Kurzsichtig. Hörspiel um Georg Büchner – Regie: Ulrich Lauterbach. BR/HR.